# Futermeloki
Futermeloki (z niem. füttern „karmić”, Mehl „mąka”) – rodzaj pierników, krajanych w kostkę i oblewanych polewą cukrową. Wypiek charakterystyczny dla Górnego Śląska, gdzie sprzedawany jest głównie na straganach podczas festynów oraz odpustów parafialnych.